# ميرتشيا دياكونو
ميرتشيا دياكونو (بالرومانية: Mircea Diaconu)‏ (ولد 24 ديسمبر 1949) هو ممثل وكاتب وسياسي روماني.

## روابط خارجية
- ميرتشيا دياكونو على موقع IMDb (الإنجليزية)
- ميرتشيا دياكونو على موقع ألو سيني (الفرنسية)
- ميرتشيا دياكونو على موقع أول موفي (الإنجليزية)
- ميرتشيا دياكونو على موقع قاعدة بيانات الأفلام السويدية (السويدية)
- ميرتشيا دياكونو على موقع قاعدة بيانات الفيلم (الإنجليزية)
- ميرتشيا دياكونو على موقع كينوبويسك (الروسية)